# Боју де Сус (Хунедоара)
Боју де Сус (рум. Boiu de Sus) насеље је у Румунији у округу Хунедоара у општини Гурасада. Oпштина се налази на надморској висини од 380 m.

## Становништво
Према подацима из 2002. године у насељу је живело 123 становника, од којих су сви румунске националности.